# Phyllosticta flevolandica
Phyllosticta flevolandica är en svampart som beskrevs av Aa 1973. Phyllosticta flevolandica ingår i släktet Phyllosticta och familjen Botryosphaeriaceae.   Inga underarter finns listade i Catalogue of Life.